# 17 Pułk Piechoty (brytyjski)
17 pułk piechoty – oddział piechoty brytyjskiej. 
Utworzony w 1688. W latach 1701–1709 walczył w wojnie o sukcesję hiszpańską. W 1709 powrócił do Anglii. W 1725 przeniesiony na wyspę Minorke, a w 1776 do Bostonu. Od 1751 jako 17 pułk piechoty. Potem znany jako Royal Leicestershire Regiment.

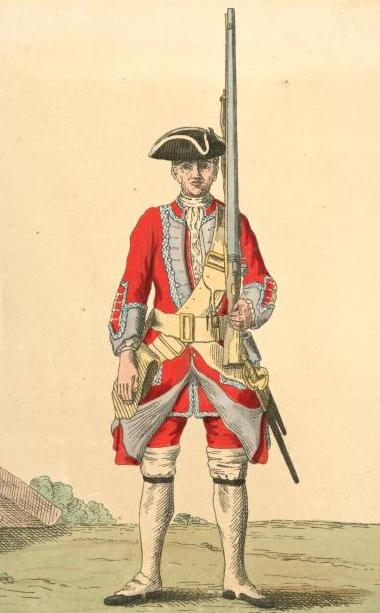
Żołnierz 17 pułku piechoty (1742)